# Battaglia di Occhiobello
La battaglia di Occhiobello (8-9 aprile 1815) fu il punto di svolta della guerra austro-napoletana: l'Esercito del Regno di Napoli, guidato da re Gioacchino Murat, fu sconfitto, mentre cercava di attraversare il Po sul ponte di Occhiobello, dall'esercito austriaco guidato da Johann Maria Philipp Frimont. Dopo questa battaglia, l'avanzata napoletana subì un arresto, e la controffensiva austriaca, che portò al trattato di Casalanza (20 maggio), non conobbe alcuna sconfitta.

## Svolgimento
Il 15 marzo, Murat aveva dichiarato guerra all'Impero austriaco, invadendo l'Italia centro-settentrionale, conquistando Modena, Bologna, Roma e Firenze e impegnando le forze austriache della Lombardia. Il vantaggio numerico era tutto dalla parte degli Austriaci, che riuscirono a mettere in campo 50 000 uomini, così Murat promulgò il Proclama di Rimini (30 marzo), col quale invitava tutti i patrioti italiani a sostenerlo. Malgrado ciò, Murat aveva ricevuto uno scarso sostegno dalle popolazioni italiane che aveva incontrato; riteneva, però, che, una volta attraversato il Po ed entrato nel territorio sotto diretto controllo austriaco, avrebbe ricevuto una accoglienza differente. La regione allora dominata dagli Austriaci era stata, infatti, sotto controllo del Regno d'Italia, uno stato creato da Napoleone, e giungevano notizie di 40 000 uomini, per lo più veterani delle guerre napoleoniche, disposti a schierarsi con Murat una volta che questi fosse giunto a Milano. Per questo motivo, l'8 aprile, Murat si apprestò ad attraversare il Po a Occhiobello, nei pressi di Ferrara, per entrare in territorio austriaco: a opporglisi trovò l'esercito nemico, comandato da Frimont.
La scelta di Occhiobello dipese dal fatto che il ponte sul Po era difeso da un piccolo contingente austriaco, sotto il comando di Johann Friedrich von Mohr, in quanto la scelta austriaca era stata quella di disporre le truppe lungo il fiume, a difesa dei possibili passaggi. La maggior parte dell'artiglieria e una parte significativa dell'esercito napoletano era impegnata nell'assedio di Ferrara, così Murat poté disporre di soli 25 000 uomini per l'attacco.
L'8 aprile ci fu il primo attacco napoletano, respinto dalla forza di von Mohr grazie allo sbarramento dell'artiglieria e alle fortificazioni nel frattempo costruite a ridosso del ponte; i Napoletani effettuarono una serie di tentativi, tra cui la carica di un intero reggimento di dragoni, ma queste cariche furono tutte respinte, facendo cadere il morale delle truppe di Murat. Il giorno successivo gli attacchi ripresero, ma Frimont aveva incrementato il contingente austriaco fino a 10 000 uomini. Gli austriaci quindi tentarono una controffensiva, ma furono a loro volta respinti dalle truppe napoletane. Sul finire del 9 aprile, il Re di Napoli ordinò il ripiegamento su di una migliore posizione difensiva, in attesa della controffensiva austriaca: a peggiorare la situazione era giunta la notizia della dichiarazione di guerra da parte del Regno Unito, che aveva inviato una flotta di cannoniere nel Mar Adriatico.
I Napoletani avevano subito oltre 2 000 perdite, nei due giorni di battaglia; al contrario gli Austriaci avevano subito 400 perdite, stabilendo una testa di ponte a Occhiobello, da cui sferrare attacchi contro Carpi e Casaglia. Col morale dell'esercito a pezzi e con i partigiani lombardi impossibilitati a unirsi a lui, Murat dovette ritirarsi, raggiungendo il suo quartier generale di Ancona a fine aprile.

## Rievocazione
Il 10-11 aprile 2015 si è tenuto a Occhiobello il convegno per la rievocazione del bicentenario della battaglia .